# Naučná stezka Doły Piekarskie
Naučná stezka Doły Piekarskie, polsky celým názvem Ścieżka przyrodniczo-dydaktyczna po zespole przyrodniczo-krajobrazowym „Doły Piekarskie“, je naučná stezka ve velmi členitém území přírodně-krajinného komplexu Zespół przyrodniczo-krajobrazowy „Doły Piekarskie“. Nachází se v části Piekary Rudne města Tarnowskie Góry (Tarnovské Hory) v okrese Tarnovské Hory ve Slezském vojvodství v jižním Polsku. Geograficky se naučná stezka nachází ve svazích kopce Sucha Góra v hrástu Garb Tarnogórski, který je součástí vysočiny Wyżyna Śląska (Slezská vysočina).

## Popis, historie a význam naučné stezky
Těžba dolomitu, limonitu a vápence byla v místních dolech ukončena počátkem 20. století a od té doby byly doliny přirozeným způsobem nebo uměle zasypávány a zalesňovány. Značená naučná stezka je zaměřena především na biologické a ekologické hodnoty chráněné oblasti Doły Piekarskie, ale také na historii těžby a terénních změn. O tom informuje na pěti informačních panelech umístěných u stezky. Naučná stezka také navazuje na červenou turistickou trasu vedoucí mezi chráněnými oblastmi Suchogórski Labirynt Skalny a Doły Piekarskie. Naučná stezka vznikla v roce 2007.

## Galerie

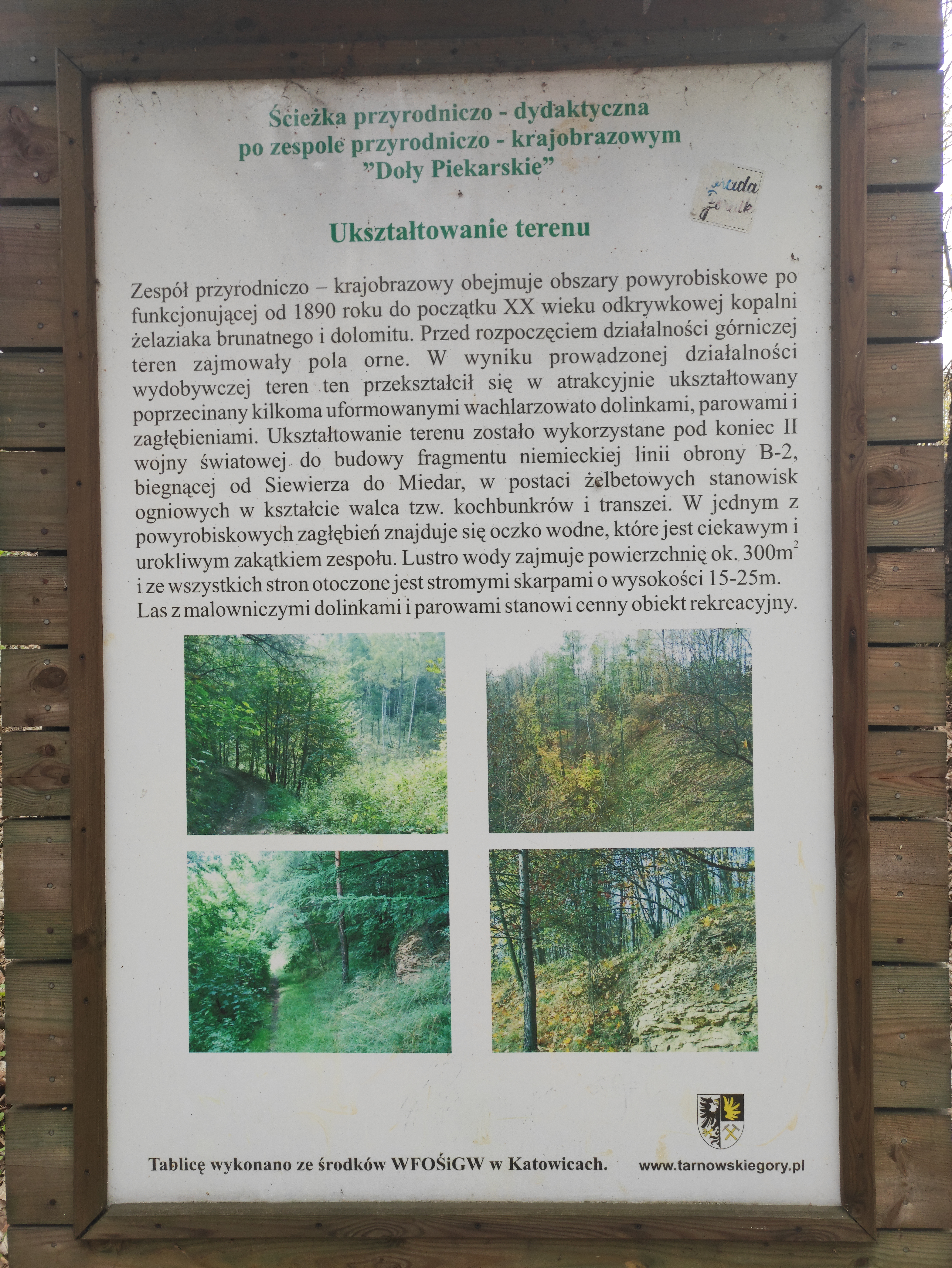
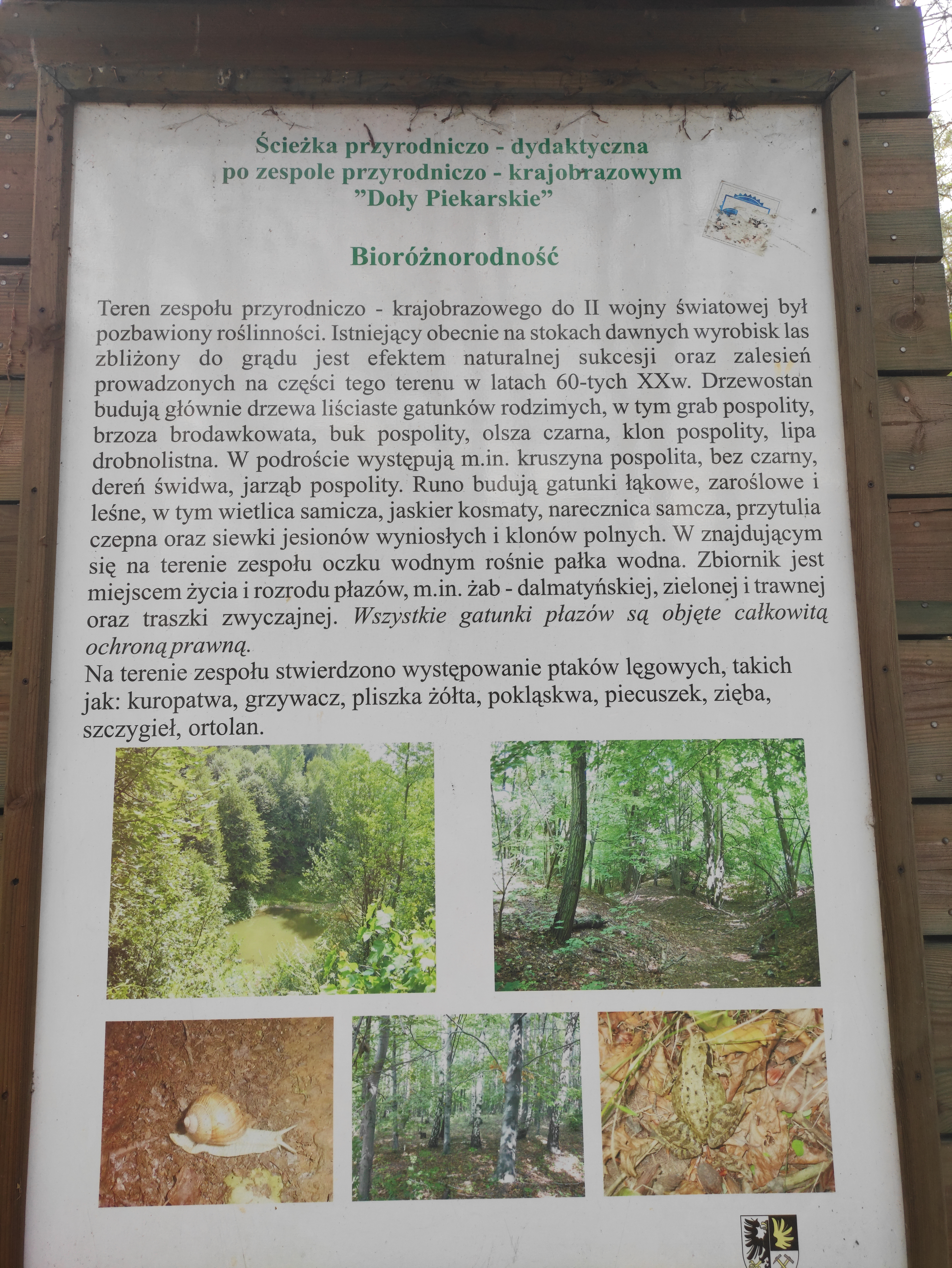
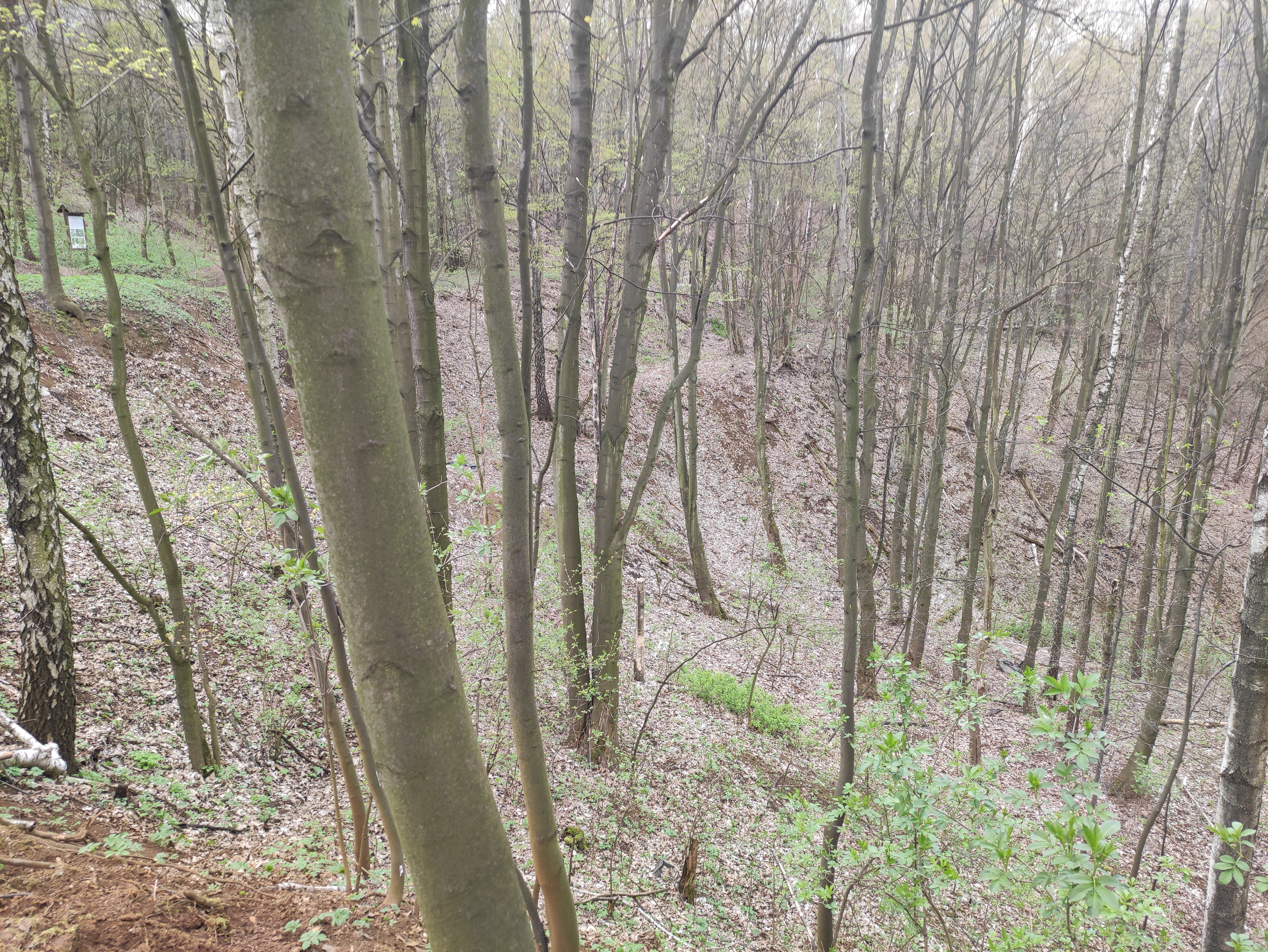